# Alphonsus Rodriguez

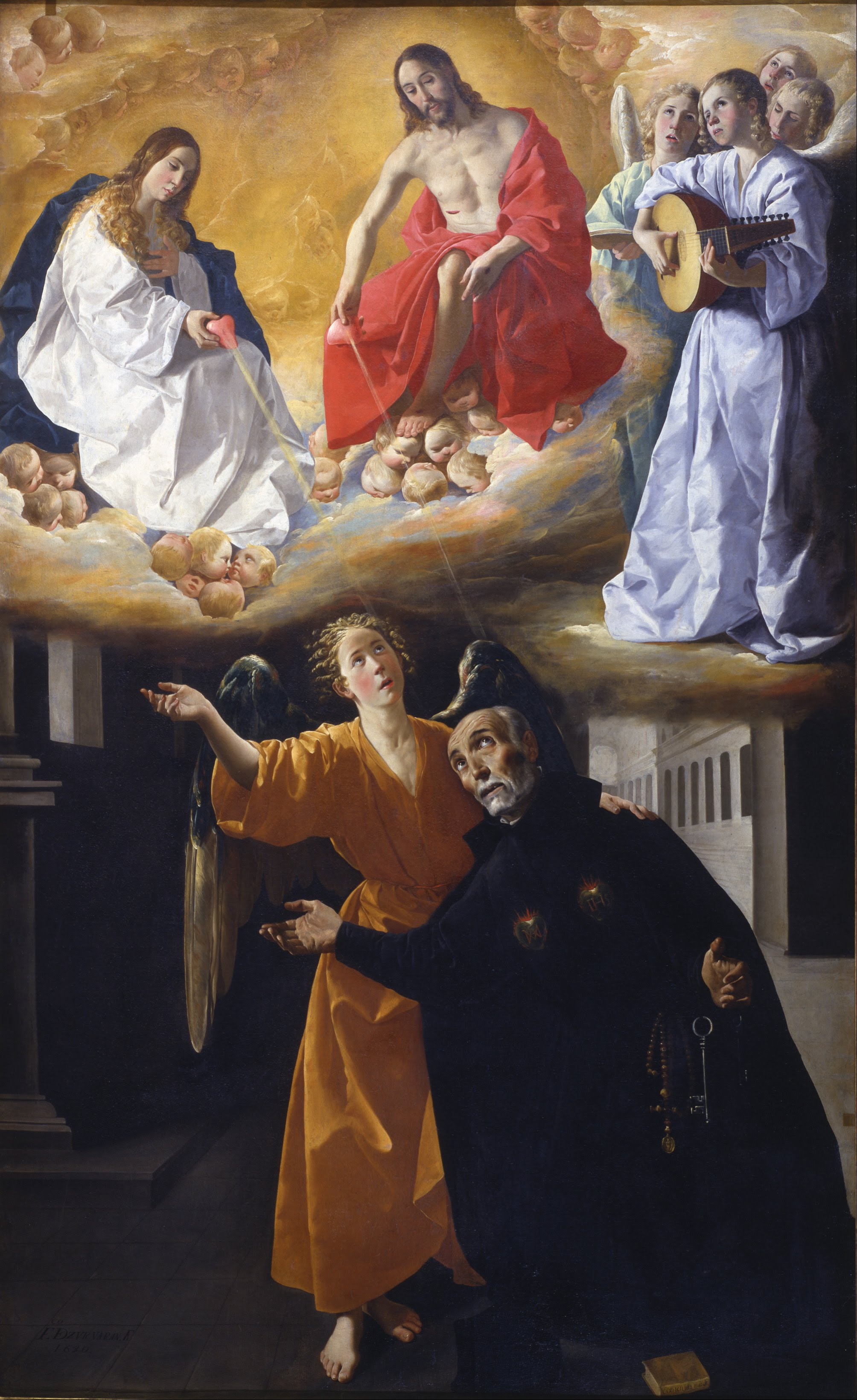
Die Vision des heiligen Alphonsus Rodriguez, von Francisco de Zurbarán

Der heilige Alphonsus Rodríguez (auch Alphons, Alfons, Alfonso, Alonso; * 25. Juli 1532 in Segovia; † 31. Oktober 1617 in Palma) war ein spanischer Jesuit und Laienbruder. Er wird manchmal mit dem Pater Alphons (Alonso) Rodríguez (um 1526–1616) verwechselt, dem Autor der Übung der Christlichen Vollkommenheit, welcher jedoch nie heiliggesprochen wurde.

## Leben
Alonso Rodríguez wuchs als Sohn eines verarmten Wollhändlers auf und übernahm dessen Geschäft schließlich im Alter von 23 Jahren. Im Alter von 26 Jahren heiratete er standesgemäß Maria Suárez. Zusammen hatten sie drei Kinder, wovon jedoch zwei vorzeitig aus dem Leben schieden, und auch seine Frau Maria verstarb früh im Alter von 31 Jahren. Von diesem Moment an begann er ein Leben des Gebets und der Abtötung. Als schließlich sein drittes Kind starb, wuchs in ihm der Wunsch, in eine Ordensgemeinschaft einzutreten.
Frühere Verbindungen hatten ihn in Kontakt zu den ersten Jesuiten gebracht, die nach Spanien gekommen waren, unter ihnen auch der heilige Peter Faber. Aber zunächst schien es unmöglich, seinen Plan, in die Gesellschaft Jesu einzutreten, zu verwirklichen. Ihm fehlte die notwendige Ausbildung, da er nicht einmal ein ganzes Jahr eine höhere Schule besucht hatte, das von Francisco Villanueva gegründete Jesuitenkolleg in Alcalá. Im Alter von 39 Jahren versuchte er, die fehlende Ausbildung nachzuholen. Dazu besuchte er das Kolleg in Barcelona, aber ohne Erfolg. Seine Bußübungen hatten seine Gesundheit zu sehr beeinträchtigt. Nach einem langen Aufschub wurde er endlich am 31. Januar 1571 als Laienbruder in die Gesellschaft Jesu aufgenommen.
Dezidierte Noviziate waren damals in Spanien noch nicht eingerichtet worden. Rodríguez begann seine Prüfungszeit deshalb in Valencia oder Gandía (der Ort ist umstritten) und nach sechs Monaten wurde er in das neu gegründete Kolleg auf Mallorca geschickt, wo er 46 Jahre in der demütigen Position eines Pförtners diente. In dieser Zeit übte er einen bewundernswerten positiven Einfluss nicht nur auf die Hausbewohner aus, sondern auf eine große Zahl von Menschen, die zur Pforte kamen, um Rat und Weisung zu finden. Zu den bekannteren Jesuiten, die er beeinflusste, zählt der heilige Peter Claver, der eine Zeit lang mit ihm auf Mallorca wohnte, und der auf seinen Rat hin darum bat, in die Missionen nach Südamerika geschickt zu werden.
Die körperlichen Bußübungen, die er sich selbst aufbürdete, waren extrem, seine Skrupel und Zustände geistiger Unruhe häufig, sein Gehorsam war vollkommen und seine Versenkung in geistliche Dinge ohne Unterbrechung, selbst wenn er sich mit Aufgaben beschäftigte, die leicht zur Zerstreuung führen. Seine Losung war: »Nur Gott gefallen und immer und überall Gottes Willen erfüllen.«

## Werke
Alphons Rodríguez hinterließ eine beachtliche Zahl von Manuskripten, von denen einige 1885 in Barcelona unter dem Titel „Obras Espirituales del B. Alonso Rodriguez“ („Geistliche Werke des seligen Alonso Rodriguez“) in drei Oktavbänden und vollständig in acht Quartbänden veröffentlicht wurden. Den Schriften fehlt der geschliffene Stil, in einigen Fällen handelt es sich nur um Notizen von geistlichen Vorträgen, die Rodríguez gehört hatte. Es gibt viele Wiederholungen und die Beispiele sind dem Alltag entnommen. Bei der Behandlung der verschiedenen Tugenden fehlt oft die genaue Abgrenzung. Bemerkenswert ist aber, wie korrekt und gesund (aus der Sicht der katholischen Kirche) seine Lehre ist, und wie tief das geistliche Wissen, das sie verraten. Sie waren nicht im Hinblick auf eine Veröffentlichung geschrieben worden, sondern Rodríguez schrieb oder diktierte sie einfach im Gehorsam gegenüber einem Befehl seines Oberen.

## Der Weg zur Heiligsprechung
Alphons Rodríguez wurde 1626 als verehrungswürdig erklärt. 1633 wurde er vom Generalrat Mallorcas zu einem der besonderen Patrone der Stadt und der Insel gewählt.
1760 erklärte Papst Clemens XIII., dass „sich die Tugenden des verehrungswürdigen Alphonsus als von heroischem Grad erwiesen haben“. Die Vertreibung der Jesuiten aus Spanien im Jahr 1773 und die Aufhebung des Ordens führten aber dazu, dass er erst 1825 seliggesprochen wurde. Heiliggesprochen wurde er am 6. September 1887. Seine sterblichen Überreste werden in Mallorca verehrt.
Sein Gedenktag ist der 31. Oktober.